# Bitwa pod Kobryniem
Bitwa pod Kobryniem – bitwa stoczona 17 i 18 września 1939 roku w trakcie wojny obronnej Polski.

## Sytuacja przed walką
9 września 1939 Naczelny Wódz wydał rozkaz o utworzeniu tzw. zapory między Brześciem i Pińskiem o długości frontalnej ok. 250 km. Zadanie to zostało postawione SGO „Polesie”. Gen. Franciszek Kleeberg podjął działania organizacyjne. Z pozostających w ośrodkach zapasowych oddziałach sformowano wkrótce dywizje piechoty. W ośrodkach 20 Dywizji Piechoty w Słonimie i 30 Poleskiej Dywizji Piechoty utworzono 10 września dywizję „Kobryń” w składzie 82 Syberyjski pułk strzelców z Brześcia, 83 pułk Strzelców Poleskich z Kobrynia, 84 pułk Strzelców Polskich z Pińska i 5 dywizjon artylerii lekkiej oraz pododdziały tyłowe. 
13 września gen. Kleeberg wydał rozkaz operacyjny, w którym określił zadania dla zgrupowań: „Brześć”, „Kobryń”, „Drohiczyn” i „Jesiołda”. Zgrupowania te powinny przygotować obronę taktyczną odcinków od których przyjęły nazwy. Oddział Korpusu Ochrony Pogranicza miał bronić odcinka od jez. Wyganowskiego do Pińska. Flotylla Pińska miała dozorować przejścia przez Pinę i Prypeć, a oddział pieszych marynarzy pińskich miał organizować nowe oddziały i szkolić do walk partyzanckich. Zgrupowania zamykały kierunki prawdopodobnych działań zaczepnych XIX Korpusu Pancernego gen. Heinza Guderiana. Najliczniejsze i najlepiej zorganizowane Zgrupowanie „Kobryń” (późniejsza 60 Dywizja Piechoty) pod dowództwem płk. dypl. Adama Eplera broniło Kobrynia – węzła komunikacyjnego (Pińsk – Kowel – Baranowicze. Kierując się na Brześć ze wschodu, Niemcy musieli złamać obronę polską pod Kobryniem. 14 września płk Epler meldował o gotowości do obrony. Epler miał 7 batalionów piechoty i artylerię. Niemcy od swoich agentów dowiedzieli się o planowanej obronie Kobrynia. 13 września niemieckie rozpoznanie obeszło miasto, a  14 września Luftwaffe przeprowadziło na nie atak bombowy.

## Przebieg walk
Pierwsze uderzenie na Kobryń nastąpiło 14 września wzdłuż szosy Kobryń – Brześć. Jednak główne uderzenie przeprowadzono na Brześć. 16 września gen. Guderian stwierdziwszy słabą obronę Brześcia 2 DP (zmotoryzowaną) gen. por. Paula Badera skierował na Kowel, a 3 DPanc gen. por. Leo Geyra von Schweppenburga na Włodawę. Na drodze 2 DP (zmot.) stanęła dywizja płk. dypl. Eplera. O świcie 17 września rozpoznanie 2 DP (zmot.) nawiązały ogień z rozpoznaniem polskim pod Chwedkowicami. Niemcy przedostali się na wschód i pod Rykowicami nad rzeką Trościanką natknęli się na batalion 83 pp, który zatrzymał natarcie. W nocy jednak batalion broniący Rykowic wycofał się na główną pozycje obrony pułku. 
Walki o Kobryń rozgorzały od rana 18 września. Pod Kobryniem i w samym mieście regularne oddziały polskie wspierały: kompania ochotnicza sformowana z uczniów kobryńskiego gimnazjum (członkowie „Strzelca”), żołnierze Legii Akademickiej przybyli do Kobrynia oraz funkcjonariusze Policji Państwowej z Kobrynia i Brześcia. Po południu walki objęły miasto. Wieczorem Dywizja otrzymała rozkaz opuszczenia Kobrynia, wycofania się na południe pod Dywin i skoncentrowania się w tamtejszych lasach. 
Po wycofaniu oddziałów polskich z Kobrynia i Pińska na krótko do tych miast wkroczyli Niemcy. Jednakże na mocy Paktu Ribbentrop-Mołotow Niemcy wycofali się z miasta, a 21 września Kobryń zajęły wojska sowieckie. Po wycofaniu Niemców rozgorzały walki w rejonie Kobrynia i w mieście z działającymi bandami zwalczającymi Polaków, które uaktywniły się na wieść o wkroczeniu Armii Czerwonej do Polski. Wielu żołnierzy 83 pp trafiło do niewoli powstańców bolszewickich Sawy Droniuka, którzy zostali zabici przez Ukraińców. W 2008 roku zwłoki 42 Polaków ekshumowano w Podziemeniu k. Kobrynia i pochowano na cmentarzu wojskowym.
Na placu boju pozostało wielu obrońców ale i wielu najeźdźców. Po walkach miejscowi Polacy pochowali żołnierzy na cmentarzu miejskim w grobie zbiorowym. Wielu pochowano także w rowach na pobojowiskach. 18 września poległo 13 żołnierzy z 83 pp.